# 扎波里日亚 (尼任区)

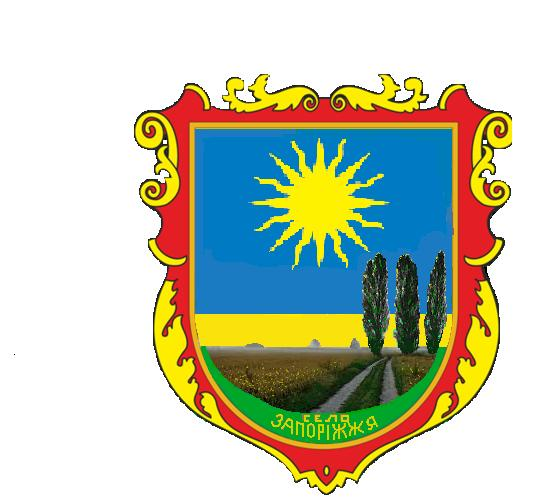

扎波里日亚（烏克蘭語：Запоріжжя），是烏克蘭北部切尔尼希夫州尼任區博布罗维察市镇内的村落。始建於1924年，面積0.97平方公里，海拔高度130米，2006年人口114，人口密度每平方公里118.01人。